# Concours d’Elegance

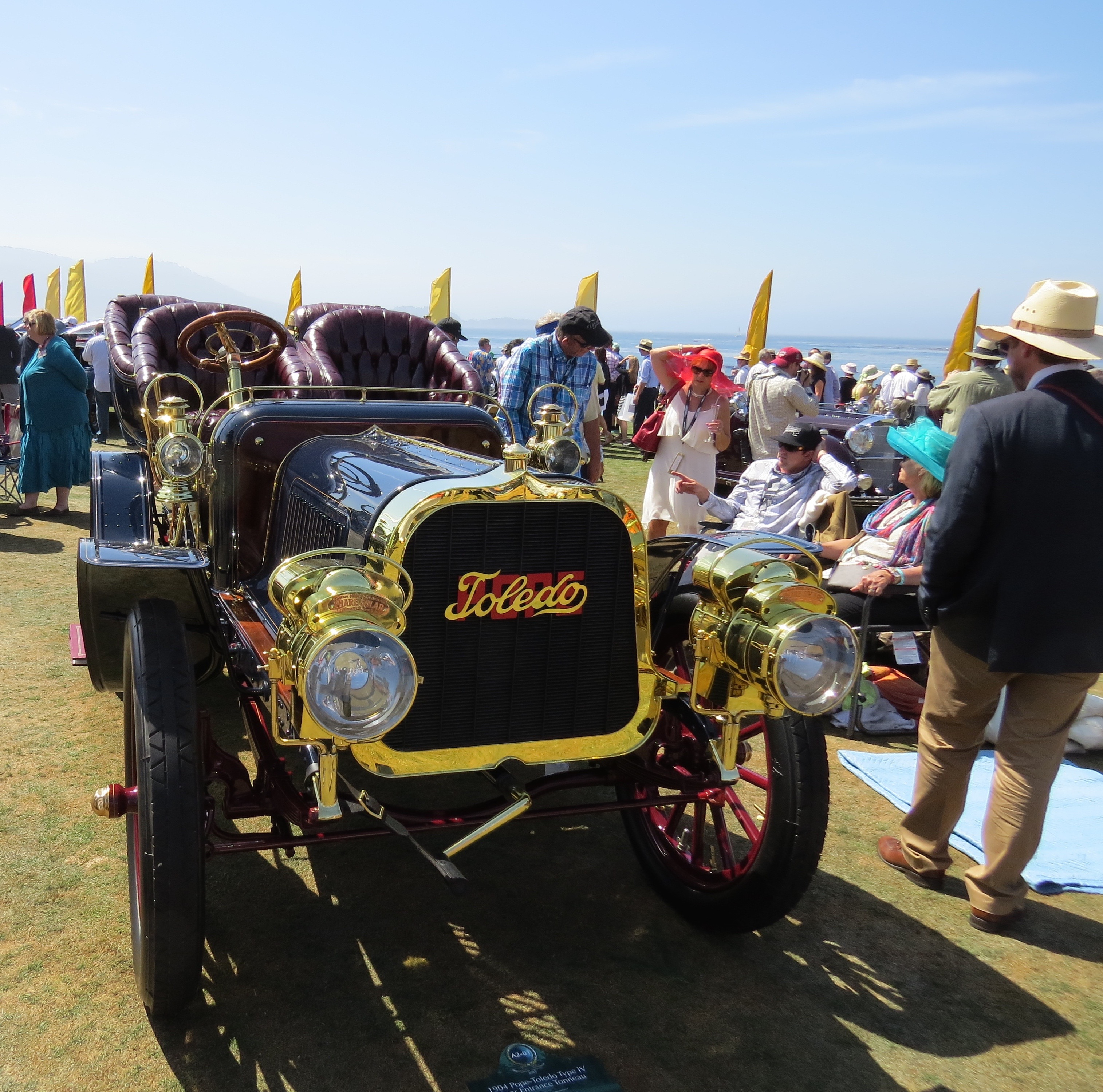

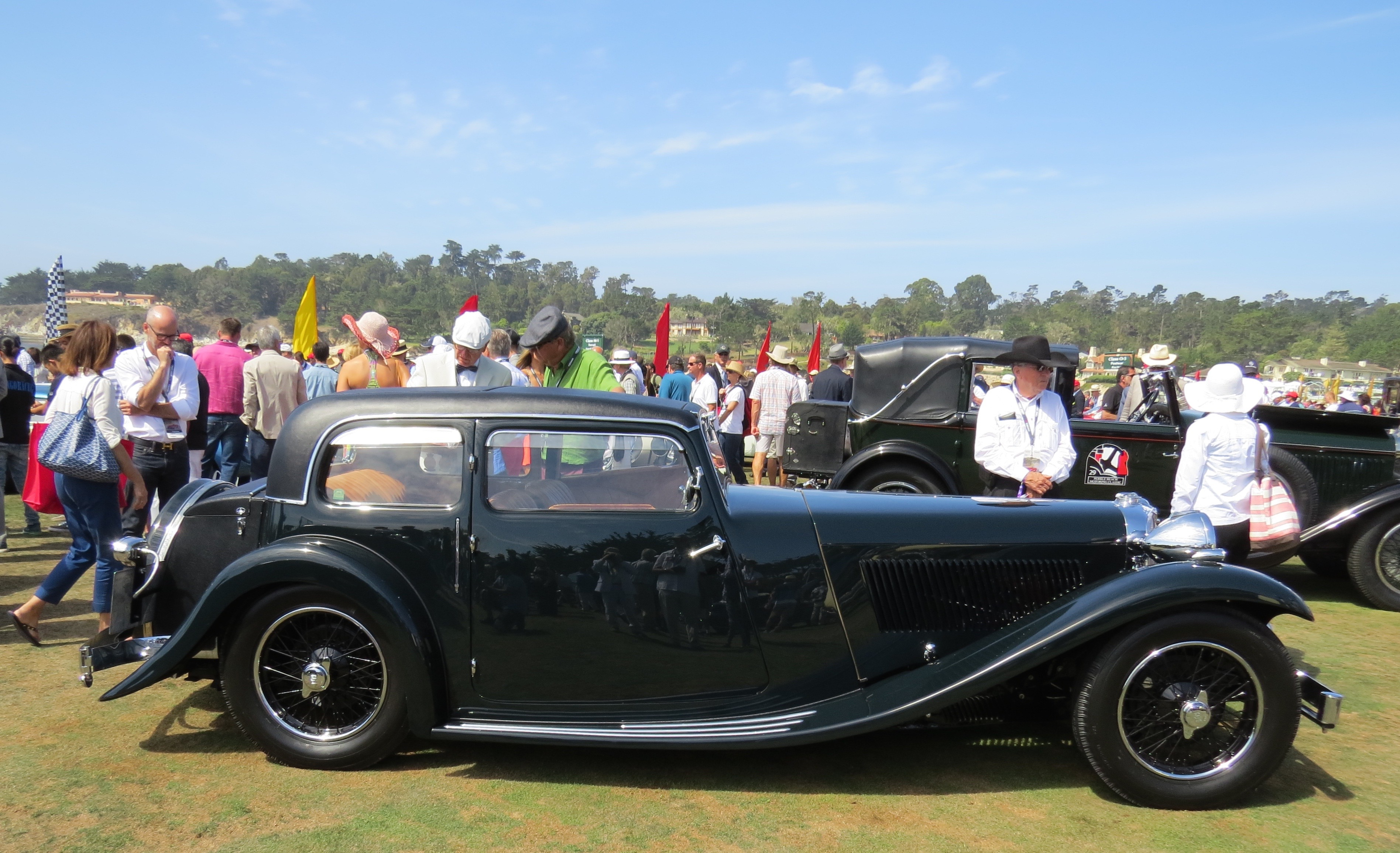

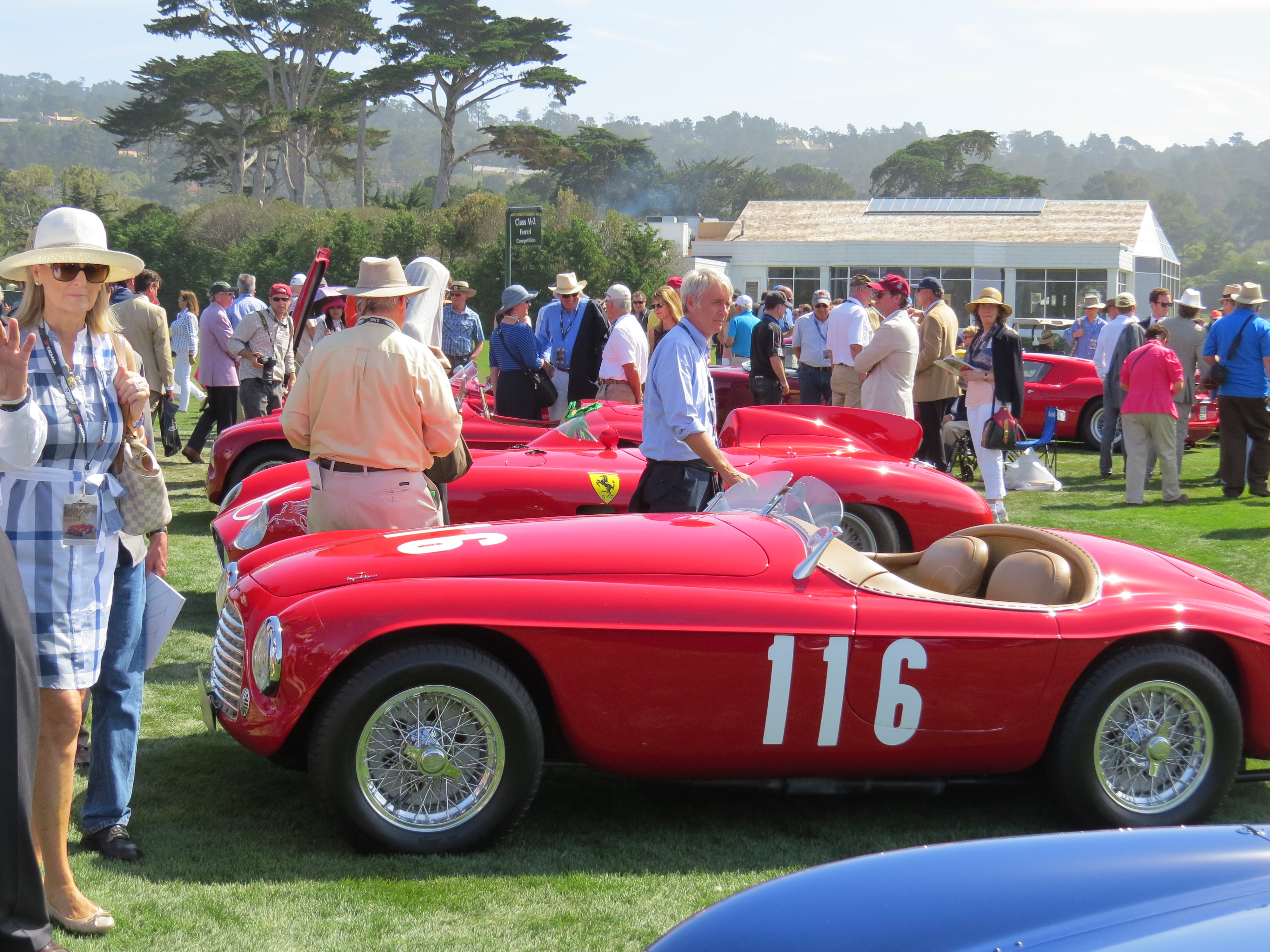

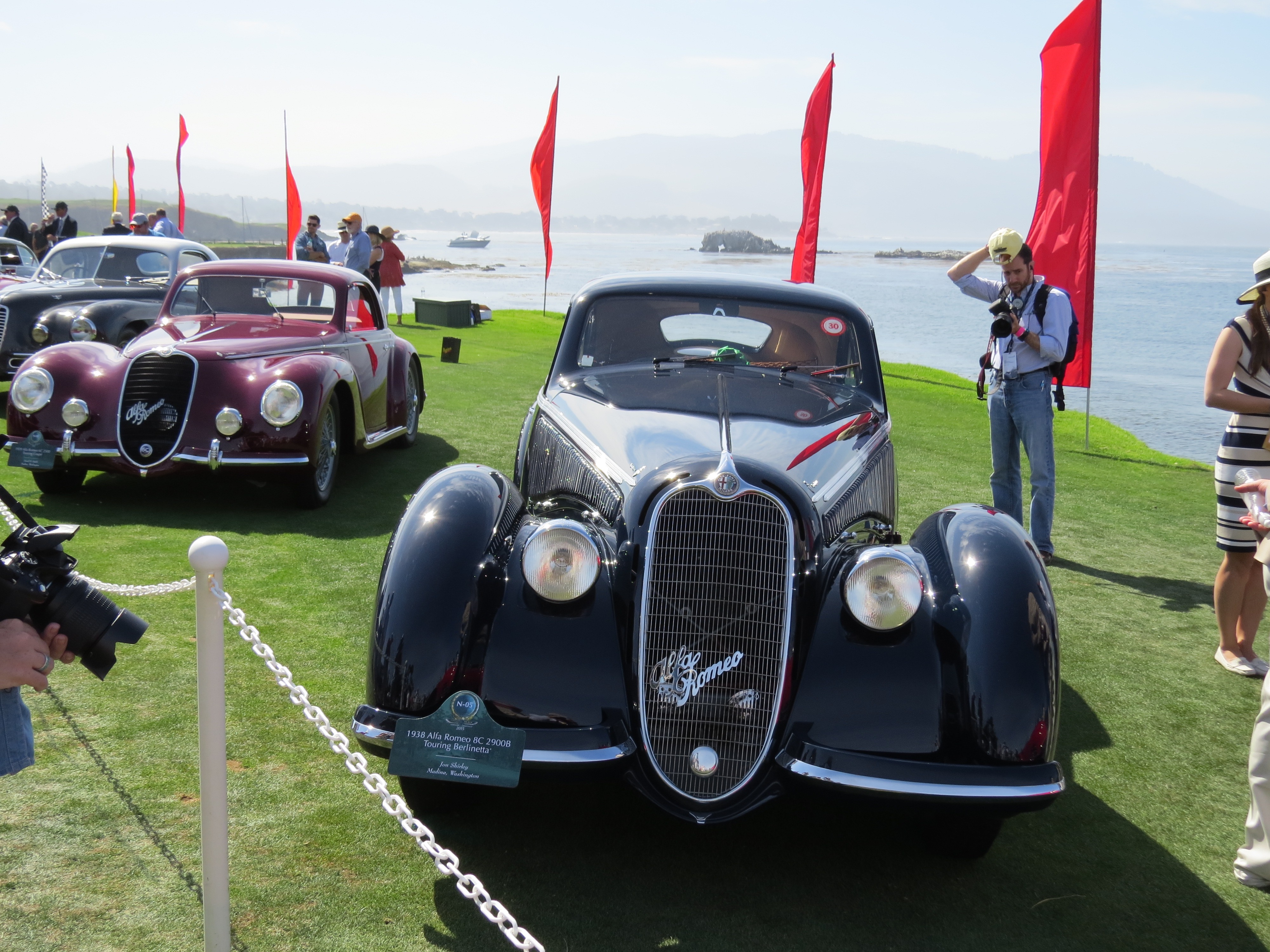

Concours d’Elegance (фр. concours d'Elegance) — это термин французского происхождения, который означает «конкурс элегантности» и относится к мероприятиям (конкурсам), на которых демонстрируются и оцениваются классические и винтажные коллекционные автомобили. Данный термин восходит ещё к Франции XVII века, где аристократы шествовали на конных экипажах в парках Парижа во время летних выходных и праздников, демонстрируя свою роскошь и богатство. Со временем экипажи стали безлошадными, то есть автомобилями, и собрания стали соревнованиями среди владельцев дорогих коллекционных автомобилей представительского или спортивного класса. Эти мероприятия часто проводятся на автомобильных выставках, после гоночных соревнований или, особенно в США, в качестве мероприятия по сбору средств для благотворительных организаций.

## История
Первый подобный конкурс состоялся[где?] в сентябре 1929 года. 
Первый конкурс в Северной Америке был проведён в 1950 году на Pebble Beach Golf Links в Монтерее, штат Калифорния, в сочетании с первой гонкой Pebble Beach Road.
Старейшим и проводящимся до сих пор престижным конкурсом является Parco Valentino - Salone & Gran Premio (Конкурс элегантности Виллы д’Эсте), который проводится ежегодно рядом с гостиницей Villa d'Este в Черноббио, на озере Комо в Италии. 

Самым продолжительным и постоянно действующим событием является Hillsborough Concours d’Elegance в Калифорнии, который проводится ежегодно, начиная с 1956 года.
Существуют и аналогичные конкурсы по судам и яхтам, например с 1972 года проводится международный конкурс на Боденском озере в Германии, а также по современным спорткарам эксклюзивных марок.

## Судейство и правила
Традиционно автомобильное судейство на подобных конкурсах является более требовательным, чем во время обычных или любительских автомобильных выставок. Судьи-эксперты из Международной федерации антикварных автомобилей (FIVA) тщательно осматривают автомобили-конкурсанты. Они оценивают каждую деталь и общее состояние. Только те автомобили, которые считаются совершенными (или почти идеальными) во всех отношениях, считаются подходящими для «трофейного класса» и выигрывают конкурс.
Зачастую конкурентоспособности конкурса д’Элеганс способствует восстановление автомобиля до идеального состояния, в котором он фактически покинул завод-изготовитель первоначально, то есть много десятилетий назад. Судейская скамейка на конкурсе, состоящие из специалистов высшего класса, изучает состояние автомобилей, в том числе состояние обивки салона, лакокрасочное покрытие кузова и механическую часть.
К конкурсу допускаются только оригинальные автомобили, без тюнинга, «прокачки» и прочих изменений, как правило, известных эксклюзивных марок, как ныне существующих, так и существовавших ранее: Talbot-Lago, Ferrari, Alfa Romeo, Mercedes-Benz, Duesenberg, Hispano-Suiza, Rolls-Royce и прочих. Даже детали и элементы, установленные на автомобилях того же типа, но в другом производственном году, в том числе и на уровне отделки салона, не допускаются к участию. Оригинальные аксессуары для оборудования из собственного ассортимента производителей допускаются, а некоторые конкурсы позволяют послепродажное оборудование и аксессуары, при условии, что они соответствуют исторической эпохе автомобиля. Автомобили должны быть представлены в безупречном визуальном состоянии. Участие в данных конкурсах, как правило, весьма ограниченно из-за своей престижности, и приглашения рассылаются лишь хорошо известным участникам, которые уже неоднократно выставляли свои автомобили. В основном это представители богатейших кругов Европы, Северной Америки, поскольку сама коллекция уникальных автомобилей, часто созданных в единичных экземплярах, а также её содержание — это очень дорогое удовольствие.

## Аукцион
На «конкурсах элегантности» некоторые коллекционные автомобили не только демонстрируются, но и продаются. Для этого есть специальный аукцион. К примеру, в 2012 году на таком аукционе за 10 млн долларов США продан родстер Мерседес 1928 года выпуска в идеальном состоянии. Кроме того, подобные мероприятия — это место встречи автомобильных коллекционеров, которые обмениваются опытом и обсуждают своё хобби.